# Alberto Chaigneau
Alberto Chaigneau del Campo (Santiago, 1 de enero de 1933-Santiago, 12 de noviembre de 2019) fue un abogado, profesor de derecho y juez chileno. Entre 1998 y 2007 fue ministro de la Corte Suprema de Chile y hasta su fallecimiento se dedicaba a hacer clases de la línea procesal en la Universidad Diego Portales.

## Biografía
Sus estudios primarios y secundarios fueron cursados en dos colegios pertenecientes a la Compañía de Jesús: San Francisco Javier (Puerto Montt) y San Ignacio de Loyola (Santiago); y posteriormente en el Instituto Nacional de Santiago. Estudió medicina cuatro años en la Universidad de Concepción. Luego, estudió derecho en la Universidad Católica de Valparaíso y en la Pontificia Universidad Católica de Chile, y se tituló de abogado en 1962. En 1963 fue nombrado juez de Villarrica.
En 1969 fue nombrado relator de la Corte de Apelaciones de Concepción. Fue ministro de la Corte de Apelaciones de Puerto Montt y, posteriormente, de la Corte de Apelaciones de Santiago. Estaba casado y tuvo dos hijos.
En 1998 fue nombrado Ministro de la Corte Suprema de Chile por el presidente de la República Eduardo Frei Ruiz-Tagle.

### Cargos
- Ministro Titular de la Corte Suprema de Chile;
- Presidente de la Segunda Sala Penal de la Corte Suprema de Chile;
- Ministro Titular del Tribunal Calificador de Elecciones;
- Presidente Comité de Relaciones Institucionales de la Corte Suprema de Chile;
- Miembro de la Asociación Nacional de Magistrados de Chile;
- Presidente de la Asociación Regional de Magistrados de Santiago;
- Profesor Titular de la Cátedra de Derecho Procesal en la Escuela de Derecho de la Universidad Finis Terrae;
- Profesor de la Academia Judicial;
- Miembro del Consejo del Instituto Chileno de Derecho Procesal;
- Miembro de la Comisión de Ética del Poder Judicial de la Corte Suprema;
- Miembro de la Comisión de Estudios de la Reforma Procesal Penal del Ministerio de Justicia, en representación de la Excma. Corte Suprema.

## Roles en el Poder Judicial
- 14-03-63 Juez Letrado de Menor Cuantía de Villarrica;
- 14-06-63 Juez Letrado de Mayor Cuantía de Villarrica;
- 04-04-66 Juez Letrado Suplente de Mayor Cuantía de Puente Alto;
- 04-01-67 Juez Letrado Suplente de Mayor Cuantía de San Bernardo;
- 01-02-69 Juez Letrado de Mayor Cuantía de Linares y Presidente del Tribunal Agrario de Linares desde el 21-3-69;
- 05-09-69 Relator de la Iltma. Corte de Apelaciones de Concepción;
- 08-04-74 Ministro de la Iltma. Corte de Apelaciones de Puerto Montt;
- 09-06-79 Ministro de la Iltma. Corte de Apelaciones de Santiago;
- Durante los años 1981, 1987 y 1990 se desempeñó como Ministro Civil de la Iltma. Corte Marcial del Ejército, la Fuerza Aérea y Carabineros.
- 18-11-83 designado por la Excma. Corte Suprema como representante ante la Comisión de Estudios del Catastro Nacional del Ministerio de Bienes Nacionales;
- 1995	Presidente Iltma. Corte de Apelaciones de santiago.
- 14-01-1998 Nombrado Ministro de la Excma. Corte Suprema.
- 2001 a 2008 Presidente de la Sala Penal de la Excma. Corte Suprema.

## Otros cargos
Durante los días 19 y 20 de noviembre de 1991 se desempeñó como Relator en el Atelier del tema "Movilizar la Comunidad para Prevenir la Delincuencia" (Mobiliser la communauté pour prevenir la délinquance) en la Segunda Conferencia Internacional sobre Seguridad, Drogas y Prevención de la delincuencia en el Medio Urbano, celebrada en París los días 18, 19 y 20 de noviembre de 1991.

## Publicaciones
Memoria de Prueba: "El hurto famélico y el estado de necesidad".

### Libros
- "Tramitación en las Cortes de Apelaciones. Sus principales materias". Editorial Jurídica de Chile. 1a. edición, 1983. 2a. edición, 1990. 3a. edición aumentada y actualizada, 1991.5ª edición, 2003. Aumentada y actualizada con la Reforma Procesal Penal.
- “Nuevo procedimiento laboral: modificaciones a la Ley No. 19.250”. Editorial Jurídica de Chile. 1994. 1a. ed., agosto de 1994.

### Artículos
- "La pena de muerte". Revista de los Jueces. N°1, 1969.
- “Modificaciones introducidas por la Ley N°18.705 al recurso de apelación". Cuadernos de Análisis Jurídicos N°7, 1988.
- "Una visión de la Justicia Militar" Gaceta Jurídica N°108, Año XIV, 1989.
- "Las modificaciones de la Ley N° 18.857 a las vías de impugnación y a la nulidad procesal en materias de Procedimiento Penal". Cuadernos de Análisis Jurídico N°14, 1990.
- "Comentario al documento sobre Jurisdicción Penal Militar: Diagnóstico" de Pedro Aylwin C. - Proyecto de Capacitación, Formación, Perfeccionamiento y Política Judicial. Tomo l. Corporación de Promoción Universitaria, Agencia de los Estados Unidos para el Desarrollo Internacional y Asociación Nacional de Magistrados de Chile. 1990.
- "Las reformas procesales de la Ley N°18.705. Versión actualizada". Cuadernos de Análisis Jurídico N°17, 1991.
- "La evaluación del trabajo judicial por las Cortes de Apelaciones: descripción de la realidad". Proyecto de Capacitación, Formación, Perfeccionamiento y Política Judicial. Tomo 11. 1991.
- "El principio dispositivo, la igualdad de las partes y la justicia de la decisión". Proyecto de Capacitación, Formación, Perfeccionamiento y Política judicial. Tomo 111.
- "Problemática de la droga en Chile" (Problématique de la drogue au Chili), trabajo presentado a la Segunda Conferencia Internacional sobre Seguridad, Drogas y Prevención de la Delincuencia en Medio Urbano y publicado por el Forum Des Collectivites Territoriales Turopeennes Pour la Securité Urbaine. Gilbert Bonnemaison. Asambleé National. 126 rue de 1; Université. 75007. Paris.